# Canto por travesura
Canto por travesura es el octavo álbum de estudio del cantautor chileno Víctor Jara como solista, lanzado originalmente en septiembre de 1973 por el sello DICAP. El álbum ha sido reeditado en al menos dos ocasiones.

## Versiones
Este álbum posee al menos una reedición, con el nombre Desde Lonquén hasta siempre. En 2001, WEA Chile lanza una reedición del disco incluyendo al final de la lista original seis canciones adicionales.
En las notas interiores de la edición original de DICAP, Víctor Jara escribe:

«Estos cantos no son nuevos

son cantos que tienen mucho tiempo

callarlos es callar un pedazo de alegría.

El cantor siempre cantó a lo divino

a lo humano y por travesura.

El hombre de nuestro pueblo

come ají cacho'e cabra y

toma ponche'n culén

por eso sus cantos salen aliñados.

Esto es un poquito no más

de todas las travesuras del chileno

y de todo su saber popular.».

En este disco Víctor publica por primera vez la canción «La Beata», en un disco largaduración. La canción, originalmente publicada en su segundo sencillo en 1966, le entregó cierta notoriedad a Víctor Jara ese año, debido a que surgió una polémica con respecto a la letra de la canción, por parte de la Iglesia católica, la cual cuestionaba la misma, aunque su origen era tradicional y había surgido en el campo durante comienzos del siglo XX.

## Lista de canciones
Toda la música compuesta por el Folklore chileno, salvo que se indique lo contrario. 
| Lado A |                          |          |  |
| N.º    | Título                   | Duración |  |
| 1.     | «Brindis»                | 0:52     |  |
| 2.     | «La palmatoria»          | 3:13     |  |
| 3.     | «Vengan a mi casamiento» | 3:20     |  |
| 4.     | «Iba yo para una fiesta» | 2:16     |  |
| 5.     | «La edad de la mujer»    | 2:22     |  |
| 6.     | «La cafetera»            | 2:05     |  |
| 14:08  |                          |          |  |

Toda la música compuesta por el Folklore chileno, salvo que se indique lo contrario. 
| Lado B |                    |             |          |  |
| N.º    | Título             | Música      | Duración |  |
| 1.     | «La diuca»         | Víctor Jara | 2:44     |  |
| 2.     | «La fonda»         |             | 3:03     |  |
| 3.     | «Por un pito ruin» |             | 4:34     |  |
| 4.     | «La beata»         |             | 2:33     |  |
| 5.     | «Adivinanzas»      |             | 0:56     |  |
| 6.     | «El chincolito»    |             | 1:52     |  |
| 15:42  |                    |             |          |  |

| Bonus track de 2001 |                                                                                  |             |          |  |
| N.º                 | Título                                                                           | Música      | Duración |  |
| 13.                 | «La remolienda, pieza uno»                                                       | Víctor Jara | 1:04     |  |
| 14.                 | «La remolienda, pieza dos»                                                       | Víctor Jara | 1:14     |  |
| 15.                 | «La remolienda, pieza tres»                                                      | Víctor Jara | 1:37     |  |
| 16.                 | «La remolienda, pieza cuatro»                                                    | Víctor Jara | 0:57     |  |
| 17.                 | «La remolienda, pieza cinco»                                                     | Víctor Jara | 1:31     |  |
| 18.                 | «Pepe Mendigo (o Cuento de Navidad)» (música para Los Mimos de Noisvander, 1965) | Víctor Jara | 11:14    |  |
| 17:37               |                                                                                  |             |          |  |

## Créditos
Relanzamiento de 2001:
- Carlos Esteban Fonseca: adaptación y diseño
- Joaquín García: masterizado
- Patricio Guzmán, Antonio Larrea: fotografía